# Granica francusko-holenderska
Granica francusko-holenderska – granica międzypaństwowa, ciągnąca się na długości 10 km na położonej na Morzu Karaibskim wyspie Sint Maarten/Saint-Martin. Oba państwa nie graniczą z sobą na kontynencie europejskim, jest to zatem jedyna granica lądowa dzieląca terytoria francuskie i holenderskie.
Granica przebiega ze wschodu na zachód, od zatoki Baie Cupecoy przez Grand Etang de Simsonbaai, Marigot Hill (307 m n.p.m.) do Étang aux Huître (Oyster Pond) − dzieląc wyspę na północną część francuską i południową holenderską.
Wyspa została oficjalnie podzielona 23 marca 1648 roku.
Granica jest całkowicie otwarta i można ją przekraczać swobodnie.